# Hearts2Hearts
Hearts2Hearts (кор. 하츠투하츠; ром: HacheutuHacheu) — южнокорейская гёрл-группа, созданная в 2025 году компанией SM Entertainment, состоит из восьми участниц: Кармен, Джиу,
Юха, Стелла, Джуын, Эйна, Иан и Йеон. Группа дебютировала 24 февраля 2025 года с сингловым-альбомом The Chase.

## Название
Название «Hearts2Hearts» отражает их стремление соединить сердца с поклонниками по всему миру через их собственный таинственный и прекрасный музыкальный мир. Этот мир полон разнообразных эмоций и искренних посланий, которые помогут нам двигаться вперед вместе, к созданию более масштабного «мы».

## Карьера

### 2023–2025: Формирование
Первые новости о новой женской группе от SM Entertainment появились в феврале 2023 года, когда компания объявила о своей новой корпоративной стратегии SM 3.0. В анонсирующем видео генеральный директор Ли Сонсу и операционный директор Так Ёнчжун объявили, что в 2023 году в SM дебютируют четыре новых коллектива: новый японский юнит NCT (NCT Wish), новый бойз-бэнд (Riize) и виртуальный сольный исполнитель (Naevis), а также новую женскую группу. Эти планы были подтверждены в мае, когда компания опубликовала на YouTube видео, в котором генеральный директор Чан Чхольхёк объявил о своих планах на 2023 год, подтверждая планы компании по запуску новой женской группы в четвертом квартале этого года.
Дебют группы несколько раз откладывался, и каждый раз новость появлялась в отчетах о прибылях компании. Первая задержка произошла в августе 2023 года, когда SM заявили, что запуск группы запланирован на первую половину 2024 года. Дебют снова был отложен на май 2024 года, в результате чего запуск группы был перенесен на четвертый квартал этого года. В ноябре 2024 года SM в последний раз обновили свое расписание, перенеся дебют группы на первый квартал 2025 года.
В конце концерта SM Town, посвященного празднованию 30-летия SM Town Live 2025, который состоялся 12 января в Gocheok Sky Dome, был показан неожиданный трейлер, в котором было указано название группы и восемь участниц, хотя их имена не были опубликованы. В трейлере также указывалось, что дебют группы состоится в феврале 2025 года. На следующий день южнокорейские СМИ, включая деловую газету Maeil Business Newspaper и The Korea Economic Daily, сообщили, что дебют Hearts2Hearts состоится 24 февраля, а промо начнется в конце января.
Согласно сообщению группы, акции их компании выросли на 4,5% на Корейской бирже при закрытии торгового дня, с дополнительным приростом на 6,94% на следующий день.
Hearts2Hearts - первая новая женская группа SM с тех пор, как Aespa дебютировали в 2020 году, и первая после ухода основателя и исполнительного продюсера Ли Сумана в 2023 году. Состоящая из 8 участниц, они также является крупнейшей женской группой SM с момента дебюта Girls' Generation в 2007 году, когда в ней было 9 участниц. Критик поп-культуры Ха Чжэгын отметил, что группа станет «тестом» корпоративной производственной стратегии SM 3.0, которая была внедрена после ухода Ли Сумана из компании.

### 2025–н.в: Дебют

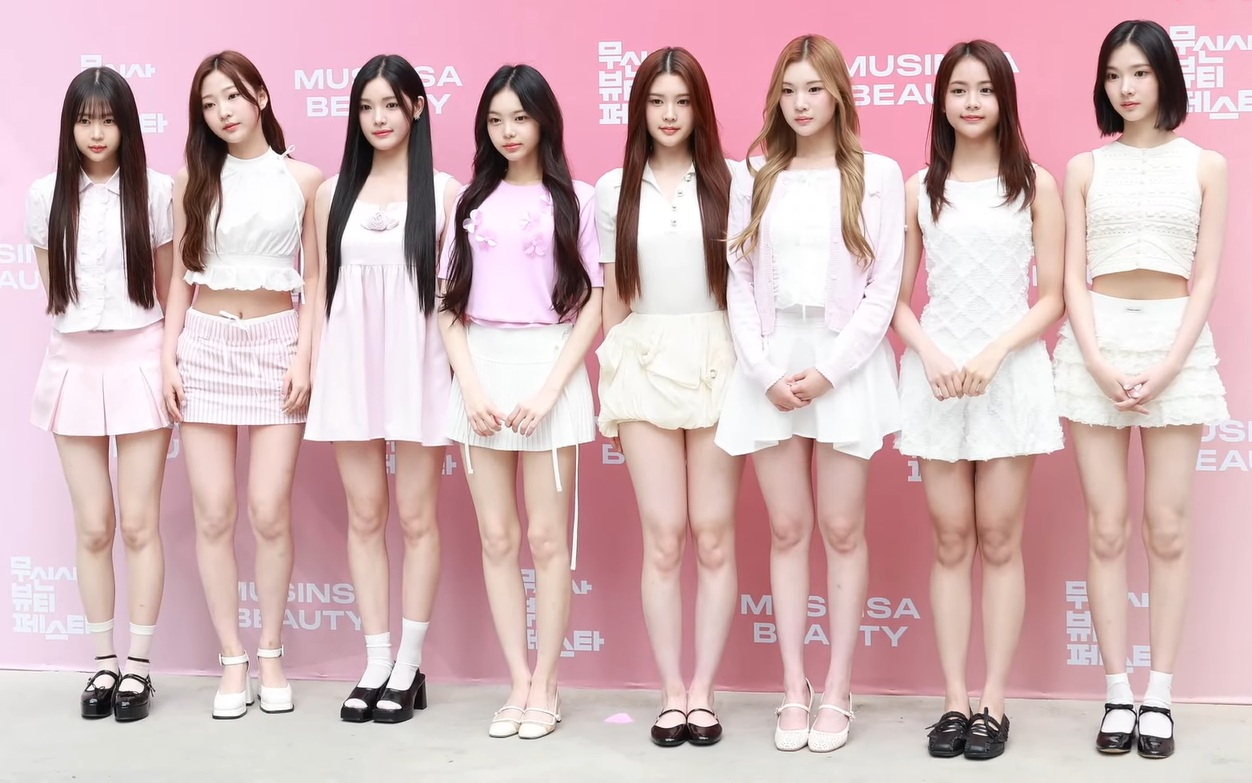
Hearts2Hearts в мае 2025 года.

31 января был открыт аккаунт Hearts2Hearts в Instagram, в котором была опубликована серия изображений, на которых можно было мельком увидеть участниц. Все участницы были объявлены 3 февраля, когда на официальном YouTube-канале SM был опубликован трейлер группы под названием «Chase Your Choice», а также были открыты дополнительные аккаунты в социальных сетях. Дебютный релиз группы, сингл-альбом под названием The Chase, был выпущен в тот же день, 24 февраля. «The Chase» состоит из двух песен: заглавного сингла с одноименным названием и би-сайда под названием «Butterflies». Расписание релиза было обнародовано 4 февраля, включая объявление о дебютном концерте в Yes24 Music Hall в Сеуле в день выхода альбома. 11 марта группа выиграла свой первый трофей на музыкальном шоу спустя 15дней с момента дебюта на The Show.. 18 июня Hearts2Hearts выпустили цифровой сингл «Style».

## Другая деятельность

### Рекламные сделки
В феврале 2025 года SM Entertainment и SAMG Entertainment совместно создали IP-адрес персонажа K-pop, выпустив специальный контент Hearts2Hearts, товары и многое другое, с Catch! Teenieping. 24 февраля было объявлено, что Hearts2Hearts станут частью кампании проекта "SMGC", совместной работы SM и Mega MGC Coffee. Позже в тот же день Hearts2Hearts были выбраны в качестве моделей для специальной женской весенней выставки на Musinsa, крупнейшей модной платформе в Корее.

## Участницы
| Сценический псевдоним | Сценический псевдоним | Настоящее имя       | Настоящее имя        | Дата рождения | Позиция в группе           |
| Основной              | Другой                | На русском          | Оригинальное имя     | Дата рождения | Позиция в группе           |
| --------------------- | --------------------- | ------------------- | -------------------- | ------------- | -------------------------- |
| Кармен                | Carmen                | Ньоман Аю Чарменита | Nyoman Ayu Carmenita | 28.03.2006    | Вокалистка                 |
| Джиу                  | Jiwoo                 | Чхве Джиу           | 최지우               | 07.09.2006    | Лидер, танцор, вижуал      |
| Юха                   | Yuha                  | Ю Харам             | 유하람               | 12.04.2007    | Вокалистка, танцор         |
| Стелла                | Stella                | Ким Дахён           | 김다현               | 18.06.2007    | Вокалистка                 |
| Джуын                 | Juun                  | Ли Джуын            | 이주은               | 03.12.2008    | Главный танцор, рэпер      |
| Эйна                  | A-na                  | Но Юна              | 노유나               | 20.12.2008    | Ведущая вокалистка, вижуал |
| Иан                   | Ian                   | Чон Иан             | 정이안               | 09.10.2009    | Центр, вижуал              |
| Йеон                  | Ye-on                 | Ким Наён            | 김나연               | 19.04.2010    | Вокалистка, макнэ          |

## Дискография

### Мини-альбомы
- The Chase (2025)

## Фильмография

### Веб-шоу
| Год  | Название           | Примечания  | Ссылка |
| ---- | ------------------ | ----------- | ------ |
| 2025 | Chat Hearts2Hearts | Реалити-шоу | [ 25 ] |